# Körös-kultúra

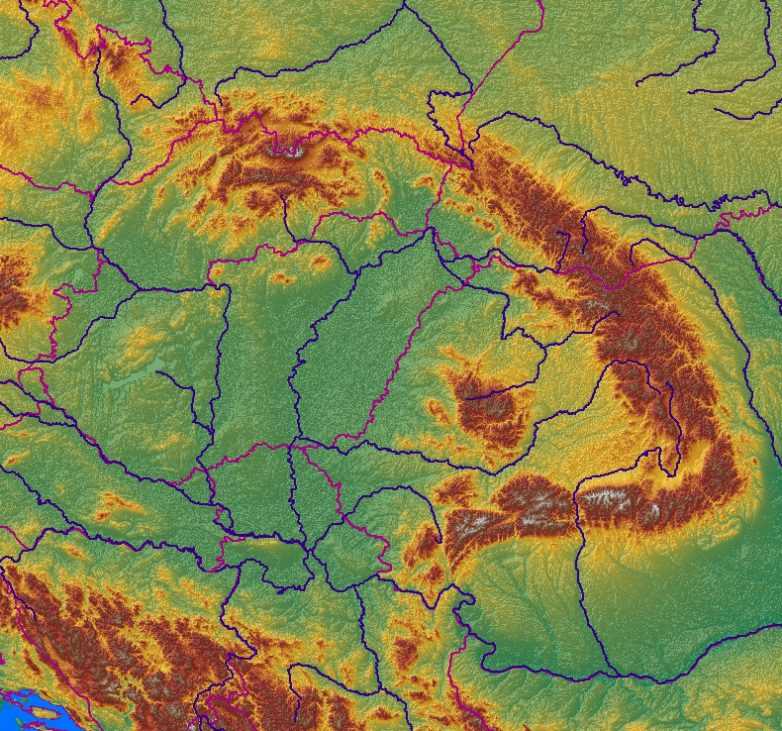
A Kárpátok földrajza folyórendszereikkel

A mintegy 8000 évvel ezelőtt a magyar Alföldön és a Kárpát-medence déli részén kialakult, kelet-mediterrán eredetű Körös-kultúra egy újkőkori műveltségi korszakot jelöl. A kultúra az ún. Csípett díszes kerámia kultúrájába tartozik bele amely a Kárpát-medence déli felén, Erdélyben, a Dunántúl déli felén, Szerbiában és a Balkánon jelent meg. A kultúra a Körös-Starčevo kultúrkomplexum része (lásd Starčevo-kultúra). Kerámiájára a csípett díszítés jellemző. Az edények felületét ujj- és körömbenyomkodással, csípéssel és bekarcolással díszítik. A kultúra korai fázisában megjelennek a festett töredékek is (fekete vagy fehér festés) míg a késői fázisra a barbotin (rátett vagy fröcskölt) a jellemző.
A kultúra párhuzamai megvannak Görögországban és Bulgáriában is.

## Települések

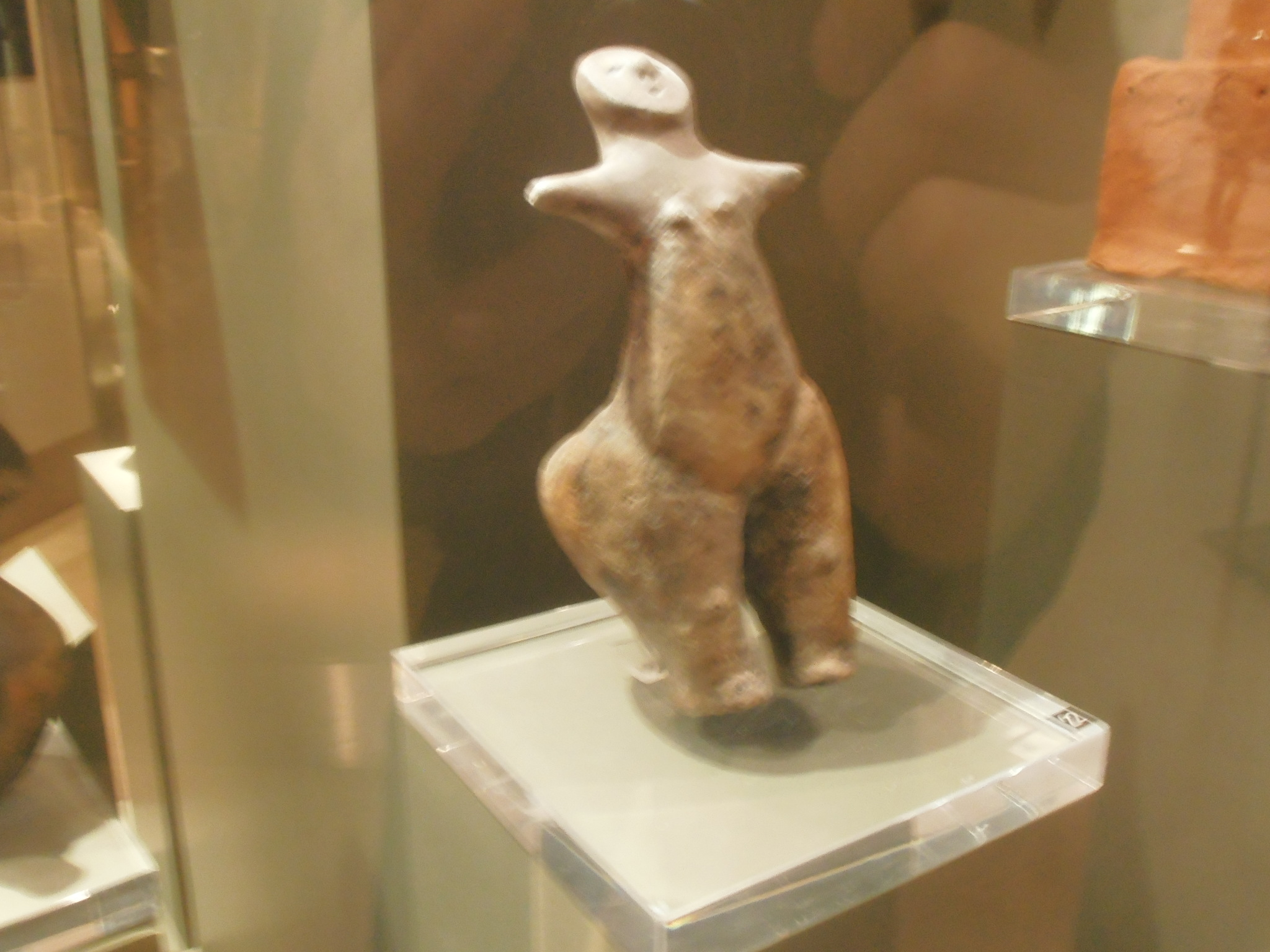
Méhteleken talált Vénusz-szobrocska

Településeit vízfolyások közelében tárták föl, leginkább a folyók magas partján álltak. Eddig kevés hitelesen feltárt ház ismert: Szolnok-Szanda, Szajol-Felsőföldek, Tiszajenő. Unikális lelet került elő 1964-ben Röszke-Lúdváron, egy házmodelltöredék. A feltárt, nem nagy számú ház és házmodell tanúsága szerint a Körös-kultúra népe a balkáni és a mediterrán területeken is általános, kisebb méretű (kb. 4×5 m), kiscsaládi, négyszögletes házakban lakott. Agyagból pecsételőket is készítettek szimbolikus értelmű mintákkal.
Kevés temetkezés ismert. Sírjaik hulladékgödörben vagy a házomladékok alatt találhatóak meg. A mellékletadás még nem jellemző ebben az időszakban. A lakosság földművelő volt, (kőbetétes sarlók, gabonavermek gabonaszem leletekkel). Állatokat is tartottak (juh, kecske, sertés, kutya és szarvasmarha), halásztak (hálónehezékek agyagból, csonthorgok), vadásztak. Életmódjukban a földművelés meghatározó volt, különféle gabonákat már termesztettek. A földművelő életmód mellett még fontos volt a környezet adta táplálék hasznosítása (vadászat és gyűjtögetés, halászat, kagylógyűjtés) is.

## Ipartörténeti emlékek
A kerámiákat még kézzel készítették az ún. hurka technikával. A kerámiára jellemző a szférikus forma, de vannak élesebb hastörésű, cilindrikus falú ívelt aljú, kónikus és vállazott edényformák is. Nyakkiképzésük lehet egyenes, kihajló vagy tölcséres. Az edénytalpak laposak, profiláltak, csőtalpasak vagy bütyöklábon állóak. A felületkezelésnél használják a plasztikus díszeket, bekarcolást, bemélyítést, a vörös slipet és a festést. 
Különlegesebb darabok az ún. oltárok vagy mécsesek amelyek 3 vagy 4 lábon állnak és feltehetően zoomorf előzményük van. A kultúra idoljaira a steatopygia (zsírfarúság) a jellemző. Dorong fejjel (felsőrésszel) és két részből összerakott hangsúlyos altesttel rendelkeznek. A szemeket, szájat és hajat bekarcolással jelölik, az orrot és a karcsonkokat plasztikusan ábrázolják.